# Unió Esportiva Engordany
L'Unió Esportiva Engordany, meglio noto come UE Engordany o semplicemente come Engordany, è una società calcistica andorrana con sede ad Escaldes-Engordany che milita nella Segona Divisió.

## Storia
Nella stagione 2006-2007 la squadra, terza in Segona Divisió, a causa della non ammissibilità alla serie superiore del Santa Coloma B che era arrivato secondo, fu ammessa ai play-off contro la settima classificata della Primera Divisió, l'Encamp. Il 2-1 in casa fu seguito da un sofferto 3-3 in trasferta, che consentì all'Engordany di passare in Primera Divisió.
Prende parte alle qualificazioni per la UEFA Europa League 2018-2019. Qui la squadra elimina la compagine di San Marino del Folgore ottenendo così un risultato storico per il club andorrano. La compagine di Andorra  poi incontra il Qairat, squadra del Kazakistan nettamente superiore; qui gli ospiti dominano entrambi i match, battendo il modesto Engordany 3-0 e 7-1.

## Palmarès

### Competizioni nazionali
- Copa Constitució: 1

2019
- Segona Divisió: 2

2002-2003, 2013-2014

### Altri piazzamenti
- Primera Divisió:

Secondo posto: 2017-2018
Terzo posto: 2019-2020
- Copa Constitució:

Finalista: 2015-2016
- Supercopa andorrana:

Finalista: 2019

## Statistiche e record

### Statistiche nelle competizioni UEFA
Tabella aggiornata alla fine della stagione 2020-2021.
| Competizione                  | Partecipazioni | G | V | N | P | RF | RS |
| ----------------------------- | -------------- | - | - | - | - | -- | -- |
| Coppa UEFA/UEFA Europa League | 3              | 9 | 3 | 1 | 5 | 8  | 23 |

## Organico
Aggiornato al 18 agosto 2020
| N. |                       | Ruolo | Calciatore        |
| -- | --------------------- | ----- | ----------------- |
| 1  | Andorra (bandiera)    | P     | Xisco Pires       |
| 3  | Spagna (bandiera)     | D     | Sergio Peris      |
| 4  | Portogallo (bandiera) | D     | Lucas Sousa       |
| 5  | Spagna (bandiera)     | D     | Pedro Muñoz       |
| 6  | Portogallo (bandiera) | C     | Edson Oliveira    |
| 7  | Andorra (bandiera)    | A     | Luigi San Nicolás |
| 8  | Uruguay (bandiera)    | C     | Mario Spano       |
| 9  | Andorra (bandiera)    | A     | Aarón Sánchez     |
| 10 | Francia (bandiera)    | A     | Morgan Lafont     |

| N. |                       | Ruolo | Calciatore       |
| -- | --------------------- | ----- | ---------------- |
| 11 | Francia (bandiera)    | A     | Guillaume Lopez  |
| 13 | Spagna (bandiera)     | P     | Jesús Coca       |
| 14 | Francia (bandiera)    | C     | Kylian Ramé      |
| 15 | Portogallo (bandiera) | C     | Sergio da Silva  |
| 16 | Francia (bandiera)    | D     | Sébastien Aguero |
| 17 | Argentina (bandiera)  | D     | Matías Rudler    |
| 18 | Portogallo (bandiera) | C     | Joao Teixeira    |
| 19 | Andorra (bandiera)    | A     | Sebas Gómez      |
| 25 | Senegal (bandiera)    | A     | Bakary Badji     |